# Hydra (album de Within Temptation)
Pour les articles homonymes, voir Hydra.
Albums de Within Temptation
The Q-Music Sessions
(2013) Let Us Burn - Elements and Hydra Live in Concert
(2014)
Hydra est le sixième album studio du groupe néerlandais de metal symphonique Within Temptation, sorti le 22 janvier 2014 sur les labels Nuclear Blast, Dramatico, Bertelsmann et Roadrunner Records.
Le premier single de cet album, Paradise (What about us?), en duo avec la chanteuse Tarja Turunen (cofondatrice et chanteuse renvoyée de Nightwish), est sorti le 27 septembre 2013. Le second, Dangerous, avec Howard Jones, est sorti le 20 décembre suivant.

## Liste des pistes
| No  | Titre                                                                                 | Auteur                                              | Durée |
| --- | ------------------------------------------------------------------------------------- | --------------------------------------------------- | ----- |
| 1.  | Let Us Burn                                                                           | Robert Westerholt, Daniel Gibson                    | 5:31  |
| 2.  | Dangerous (avec Howard Jones)                                                         | Westerholt, Gibson                                  | 4:52  |
| 3.  | And We Run (avec Xzibit)                                                              | Sharon den Adel, Westerholt, Alvin Nathaniel Joiner | 3:50  |
| 4.  | Paradise (What About Us?) (avec Tarja Turunen)                                        | Den Adel, Martijn Spierenburg                       | 5:22  |
| 5.  | Edge of the World                                                                     | Den Adel, Juno Jimmink                              | 4:55  |
| 6.  | Silver Moonlight                                                                      | Den Adel, Spierenburg                               | 5:17  |
| 7.  | Covered by Roses                                                                      | Den Adel, Spierenburg                               | 4:48  |
| 8.  | Dog Days                                                                              | Den Adel, Spierenburg                               | 4:47  |
| 9.  | Tell Me Why                                                                           | Westerholt, Gibson                                  | 6:12  |
| 10. | Whole World is Watching (avec Dave Pirner, ou Piotr Rogucki pour l’édition polonaise) | Westerholt, Gibson                                  | 4:03  |

| 11. | Radioactive (reprise de Imagine Dragons)     | Ben McKee, Daniel Platzman, Dan Reynolds, Wayne Sermon, Alexander Grant, Josh Mosser | 3:15 |
| 12. | Summertime Sadness (reprise de Lana Del Rey) | Lana Del Rey, Rick Nowels                                                            | 4:07 |
| 13. | Let Her Go (reprise de Passenger)            | Michael David Rosenberg                                                              | 3:44 |
| 14. | Dirty Dancer (reprise de Enrique Iglesias)   | Enrique Iglesias, Nadir Khayat, Evan Bogart, Erika Nuri, David Quiñones              | 4:15 |
| 15. | And We Run (Evolution Track)                 |                                                                                      | 5:41 |
| 16. | Silver Moonlight (Evolution Track)           | Den Adel, Spierenburg                                                                | 6:05 |
| 17. | Covered by Roses (Evolution Track)           |                                                                                      | 4:43 |
| 18. | Tell Me Why (Evolution Track)                |                                                                                      | 5:00 |

| 15. | Grenade (reprise de Bruno Mars)                          |  | 3:45 |
| 16. | The Power of Love (reprise de Frankie Goes to Hollywood) |  | 4:01 |

| 1.  | Let Us Burn (instrumental)               | 5:31 |
| 2.  | Dangerous (instrumental)                 | 4:53 |
| 3.  | And We Run (instrumental)                | 3:50 |
| 4.  | Paradise (What About Us?) (instrumental) | 5:20 |
| 5.  | Edge of the World (instrumental)         | 4:55 |
| 6.  | Silver Moonlight (instrumental)          | 5:16 |
| 7.  | Covered by Roses (instrumental)          | 4:47 |
| 8.  | Dog Days (instrumental)                  | 4:47 |
| 9.  | Tell Me Why (instrumental)               | 6:12 |
| 10. | Whole World is Watching (instrumental)   | 4:02 |

## Clips vidéos
- Paradise (What About Us ?)